# Spijker V.3
Lo Spijker V.3, a volte indicato come Spyker V.3,  era un aereo da caccia biplano sviluppato dall'azienda olandese Spijker verso la fine della prima guerra mondiale.

## Storia del progetto
Il progetto del caccia V.3 fu iniziato verso la fine della prima guerra mondiale e portato avanti parallelamente a quello dell'addestratore V.2.
Le forze armate dei Paesi Bassi, rimasti neutrali, faticavano ad ottenere aerei militari stranieri e spingevano per avere un caccia olandese. La Spijker aveva già fatto un tentativo con il modello V.1, le cui prestazioni si erano però rivelate inadeguate.
Le aspettative circa il nuovo V.3, dotato di un motore più potente, erano considerevoli, tanto che quando il primo prototipo era ancora in costruzione già arrivarono gli ordini da parte delle forze armate olandesi.
La Luchtvaartafdeeling ne ordinò 72, la Marine Luchtvaartdienst 20 e la Koninklijk Nederlands Indisch Leger 6. Il progetto fu però rallentato da diversi problemi, così che il primo prototipo volò solo nel luglio 1919.
La guerra ormai era finita ed erano tornati disponibili gli aerei stranieri, rispetto ai quali il V.3 pagava, oltre ad una obsolescenza generale, velocità ed accelerazione decisamente inferiori. La Fokker, che nel 1919 si trasferì dalla Germania ai Paesi bassi, propose alle forze armate olandesi il suo D.VII, che era stato costruito in gran numero di esemplari alla fine della guerra. Il Fokker D.VII si dimostrò tecnicamente superiore al V.3, la cui produzione in serie fu così annullata.

## Tecnica
Lo Spijker V.3 era un biplano a motore singolo con elica traente. Le ali avevano una corda alare costante. Montava una coppia di montanti interalari per ala e due montanti tra ala superiore e fusoliera. I montanti interalari erano semplici elementi a sezione rettangolare in acciaio, e non erano sagomati a profilo alare come era d'uso all'epoca. Sia l'ala superiore che quella inferiore erano dotate di alettoni. La cabina era parzialmente coperta dall'ala superiore e per migliorare la visibilità verso l'alto del pilota fu asportata una porzione semicircolare del bordo d'uscita dell'ala superiore. Per aumentare ulteriormente la visibilità, nella sezione centrale dell'ala superiore fu praticata un'apertura.
La fusoliera era una monoscocca in legno. Il motore era un rotativo Spijker-Clerget da 130 hp (97 kW) azionante un'elica bipala e coperto da una carenatura integrale. Il V.3 adottava un carrello fisso, con le ruote su assi separati uniti alla fusoliera con puntoni fissati a "V". Nella coda era presente un pàttino d'atterraggio. Il piano orizzontale era montato vicino alla parte superiore della fusoliera, con equilibratori separati così da permettere il movimento del timone. Il timone si raccordava alla pinna che lo sosteneva con un'ampia linea arrotondata.

## Impiego operativo
L'unico prototipo del V.3 fu presentato all'Eerste Luchtverkeer Tentoonstelling Amsterdam, grande manifestazione aerea svoltasi dal 1º agosto al 14 settembre 1919 nella zona di Amsterdam-Noord.
In quest'occasione il V.3 fu portato in volo da Willem Versteegh. Versteegh si esibì anche col rivale del V.3, il Fokker D.VII.

## Spijker V.4
La Spijker progettò una versione da ricognizione del V.3, che prese il nome di Spijker V.4.
Ancora allo stadio di progetto fu ordinato in 118 esemplari, ma come per il V.3 la produzione non partì mai. L'unico prototipo fu iniziato ma mai completato.